# Dimiter Marinov
Dimiter D. Marinov o Dimitar Marinov (en búlgaro: Димитър Маринов, nacido el 6 de octubre de 1964) es un actor búlgaro. En 2019, se convirtió en el primer búlgaro en ir a la alfombra roja en los 91.º Premios de la Academia, después de desempeñar un papel secundario en la película Green Book, la cual ganó la categoría de Mejor Película.

## Primeros años
Marinov nació en Ruse, Bulgaria, y fue adoptado por uno de los miembros de la familia Marinovi, propietarios de una conocida empresa tabacalera, utilizada como prototipo de la novela más vendida Tobacco de Dimitar Dimov. A la edad de 11 años, se convirtió en el primer violín en una orquesta sinfónica juvenil y viajó por toda Europa occidental y oriental, Estados Unidos y Oriente Medio. Después de completar un Grado de asociado en Música Clásica, descubrió su pasión por la actuación. 
A los 18 años, Marinov fue reclutado por el ejército búlgaro, lo que era de carácter obligatorio durante la era comunista. Fue asignado a una Unidad de Inteligencia de Artillería. Dentro de su primer año de servicio, Dimiter fue detenido por el Tribunal Militar del Pueblo. Fue acusado de conspirar contra la República Popular e intentar huir a Occidente. El veredicto fue tres años de prisión política. Independientemente de las dificultades que siguieron después de su condena en prisión, Dimiter se graduó con una maestría como estudiante honorífico de la Academia Nacional de Teatro y Cine de Bulgaria en Sofía. En 1990, Dimiter viajó por Europa, Canadá y los Estados Unidos como actor y cantante en una antología teatral búlgara de jazz folk titulada Le Mystère des Voix Bulgares. Posterior a su última actuación en los Estados Unidos, Dimiter desertó como refugiado político en Knoxville, Tennessee. 
Asumió varios empleos, incluyendo lavaplatos, artista de aerógrafo y personal de mantenimiento. En 1993, Marinov condujo a través del país en su Volkswagen Bug a San Diego, California. El ambiente diverso lo ayudó a encontrar nuevos lugares para crecer y establecerse como un «nuevo estadounidense». Tocando su violín y cantando en una gran cantidad de restaurantes mientras trabajaba como barista de café, logró en 1996 convertirse en propietario de una cafetería, restaurante y negocio de cáterin. Marinov comenzó su carrera como actor estadounidense en el escenario del The San Diego Repertory Theatre en 1999. En el año 2000, persiguió su apasionado sueño de trabajar con niños pequeños. En asociación con Michael Ari Wulffhart, crearon, desarrollaron y enseñaron numerosos programas educativos para niños para el YMCA y el zoológico de San Diego.

## Carrera
Después de completar una empresa comercial de tres años con su familia en Costa Rica entre 2006 y 2009, Marinov regresó a los Estados Unidos para ampliar su carrera como actor en comerciales, televisión y cine. 
En la producción de Act of Valor de Bandito Brothers, la que significó su primera audición cinematográfica en Estados Unidos, Marinov hizo su debut en la pantalla grande interpretando a Kerimov, el científico y contrabandista ruso. Su representación más reconocida fue en la película Green Book dirigida por Peter Farrelly, compartiendo set con Viggo Mortensen y Mahershala Ali. La película recibió varios premios, incluyendo Mejor Película y el Premio Globo de Oro al Mejor Guion.

## Filmografía

### Películas
| Año  | Título              | Papel                | Notas           |
| ---- | ------------------- | -------------------- | --------------- |
| 1979 | Tri od more         | Zoro                 |                 |
| 1990 | Sofiyska istoriya   |                      |                 |
| 2012 | Act of Valor        | Kerimov              |                 |
| 2014 | Behaving Badly      | Mantas Bartuska      |                 |
| 2016 | Triple 9            | Conductor            |                 |
| 2017 | Hell or Hot Sauce   | D'miter              | Cortometraje    |
| 2018 | Green Book          | Oleg                 |                 |
| 2019 | A Picture with Yuki | Mayor Grigor Antonov |                 |
| 2019 | Follow Me           | Igor                 | post-producción |
| 2020 | Russian American    | Arkadi               | post-producción |

### Televisión
| Año  | Título               | Papel                  | Notas                                       |
| ---- | -------------------- | ---------------------- | ------------------------------------------- |
| 2001 | 18 Wheels of Justice | Intérprete / Agente    | Episodio The Interrogation                  |
| 2011 | Mr. Sunshine         | Tío                    | Episodio The Assistant                      |
| 2011 | Law & Order: LA      | Jugador de ajedrez # 1 | Episodio Plummer Park                       |
| 2012 | NCIS                 | Ghenna Kozlov          | Episodio Up in Smoke                        |
| 2013 | Touch                | Conductor de taxi      | Episodio Closer                             |
| 2014 | Brooklyn Nine-Nine   | Alexei Bisko           | Episodio Stakeout                           |
| 2015 | Agent Carter         | Fyodor                 | Episodio A Sin to Err                       |
| 2015 | NCIS: Los Ángeles    | Conductor de limusina  | Episodio Chernoff, K.                       |
| 2015 | Scorpion             | Zoric                  | Episodio Cuba Libre                         |
| 2016 | The Odd Couple       | Sasha                  | Episodio Chess Nuts                         |
| 2016 | The Americans        | Fyodor                 | Episodio Persona Non Grata                  |
| 2016 | Ray Donovan          | Hombre ruso            | Episodio Get Even Before Leavin'            |
| 2016 | Better Things        | Personal de donación   | Episodio Hair of the Dog                    |
| 2017 | Baskets              | Vladimir               | Episodio Circus                             |
| 2017 | Angie Tribeca        | Anton Chekhov          | Episodio Hey, I'm Solvin' Here!             |
| 2017 | Shooter              | Oficial ruso           | Episodio That'll Be the Day                 |
| 2017 | Shut Eye             | Casero                 | Episodio Guys and Dolls                     |
| 2018 | Barry                | Abbas                  | Episodio Chapter Four: Commit...To You      |
| 2018 | Strangers            | Vlad                   | Episodio The Disappearance of Katia Romaine |

## Vida personal
El 31 de diciembre de 2003, Marinov se casó con su compañera de mucho tiempo, Jennifer. Tienen dos hijos, Yordan, nacido el 30 de diciembre de 2005 y Michael, que nació el 10 de mayo de 2013. 